# Norrström
Norrström är insjön Mälarens primära utlopp i Östersjön, i centrala Stockholm. Det går mellan Riddarfjärden och Stockholms ström, med Norrmalm i norr och Stadsholmen (Gamla stan) i söder. I Norrström återfinns öarna Strömsborg och Helgeandsholmen, och Norrström korsas av Vasabron, Riksbron, Norrbro och Strömbron. Norrströms södra fåra kallas Stallkanalen.
Norrström bildades förmodligen under 1200-talet, som en effekt av landhöjningen, och blev då även den enda passagen mellan Mälaren och Östersjön. Detta skapade det strategiska läge som ledde till att staden Stockholm placerades och växte fram där..
Det Stocksundet som Snorre Sturlasson nämner i en berättelse om i Heimskringla, i en berättelse om Olof den helige, antas vara identiskt med Norrström.

## Sträckning

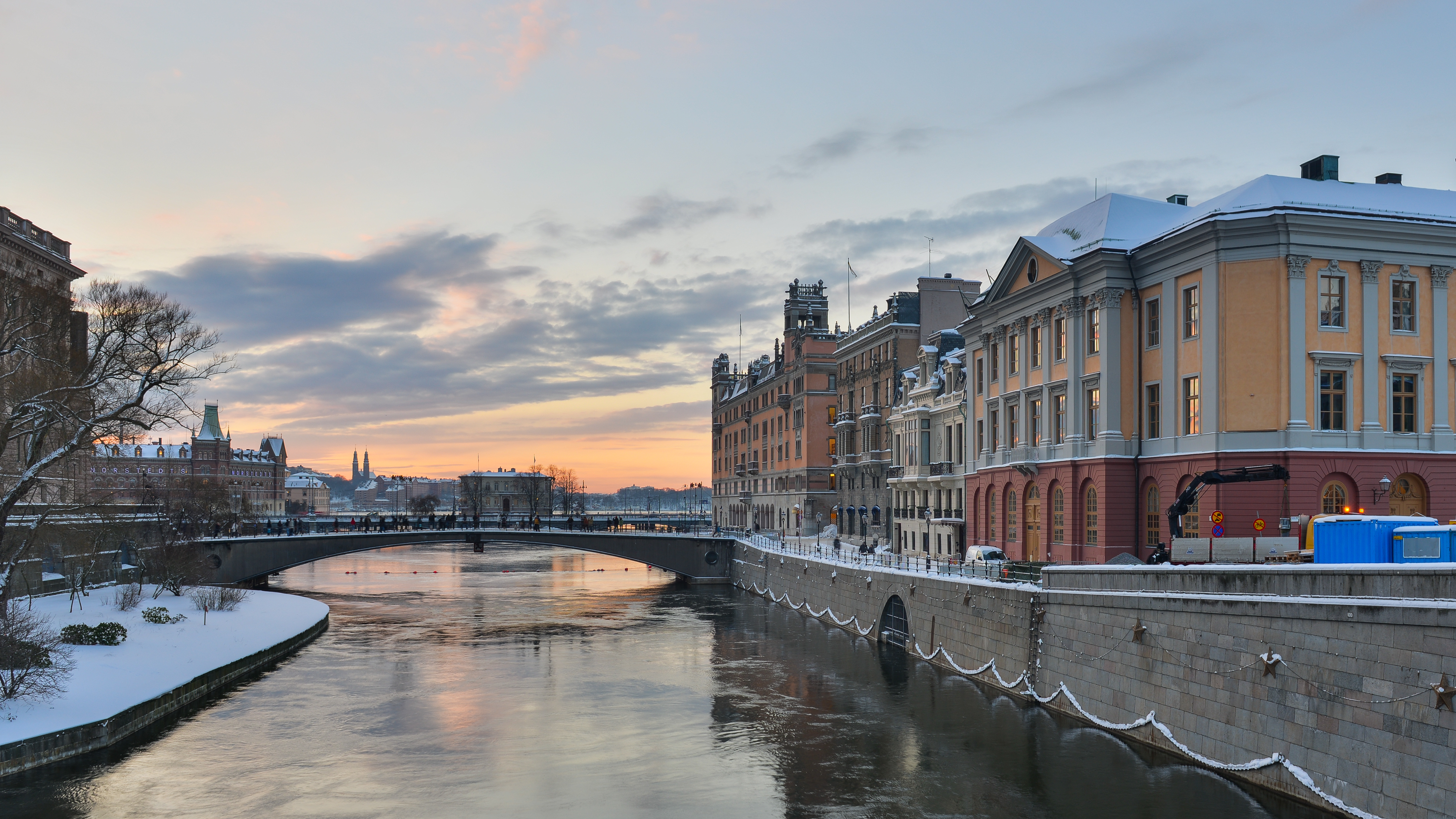
Vy från Norrbro väster ut mot Mälaren.

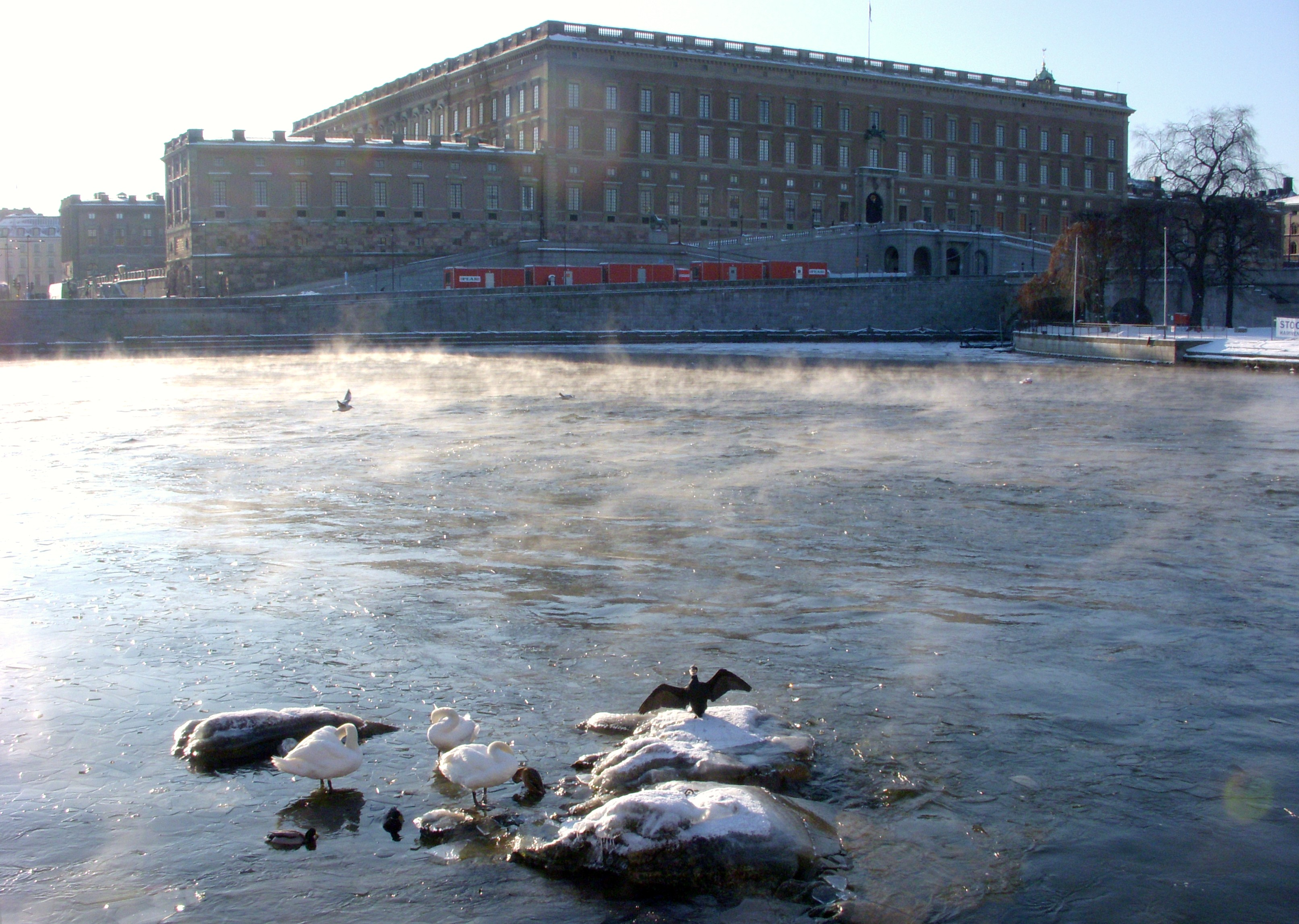
Norrström, en kall vinterdag, vy söderut med Stockholms slott i bakgrunden.

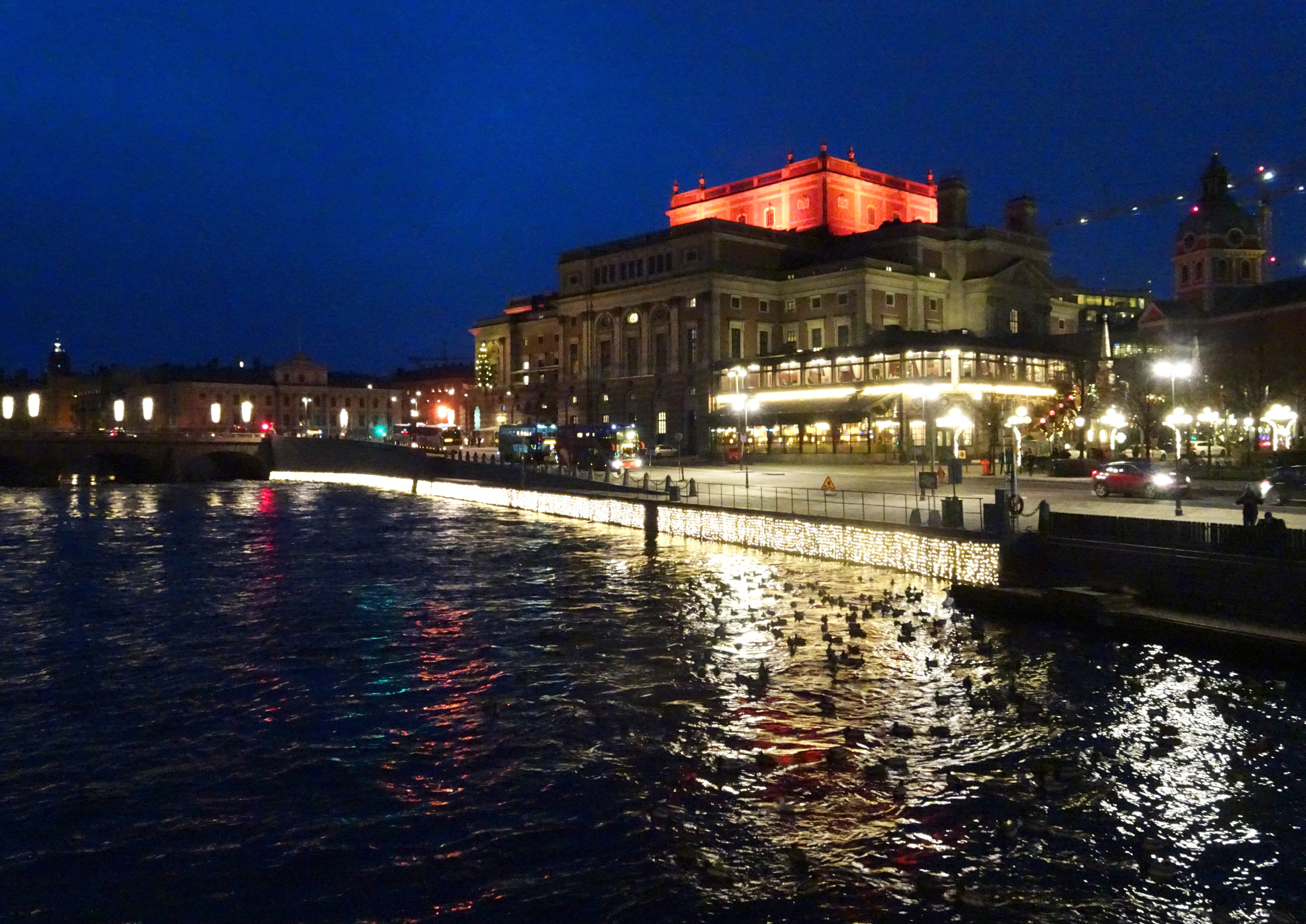
Operan och Strömmen i julbelysning, 2017.

Norrström börjar i Riddarfjärden vid Strömsborg och där Vasabron nu sträcker sig. Vid Helgeandsholmen delar sig Norrström i två fåror som har var sin barriär för att reglera vattenflödet. I den södra fåran, Stallkanalen, hålls flödet tillbaks, och det är via den norra fåran de större flödena kan ses som vid Norrbro bildar små forsar.
Öster om Helgeandsholmen och forsarna öster om Norrbro övergår Norrström i ett bredare och lugnare flöde. Gränsen till Strömmen saknar formell avgränsning, och olika uppfattningar råder om var gränsen går. Enligt den mer begränsande definitionen så avslutas Norrström före Strömbron, medan den vidare visar att Norrström fortsätter under Strömbron utmed Blasieholmen innan den övergår i Strömmen, den innersta viken av Saltsjön.

## Huvudavrinningsområde
Norrström har gett namn till huvudavrinningsområdet som utgörs av Mälaren och Hjälmaren med tillrinnande vattendrag. Avrinningsområdet är 22 650 km². Sett till medelflödet på 160 m³/s är Norrström Sveriges tionde största vattendrag. Bland större tillflöden till Mälaren märks Eskilstunaån, Arbogaån, Kolbäcksån och Fyrisån.

## Fiske
I Norrström fångas hundratals laxar och havsöringar varje år och sportfiskare är en vanlig syn, både ute i Norrström och på dess kajer. År 2000 fångades här en lax som vägde nästan 22 kg. Det finns ett 30-tal olika fiskarter i Norrström, vilket gör den till det artrikaste fiskevattnet i stockholmsregionen. Sedan 1970-talet har en aktiv fiskevård bedrivits och lax och havsöring har planterats ut.

## Populärkultur
I TV-serien Kommissionen briserar en stor sprängladdning i Norrström och ödelägger bland annat Riksdagshuset.